# De Bruin Air
de Bruin Air es una aerolínea chárter con base en Mount Gambier, Australia del Sur, Australia.

## Historia
La aerolínea fue fundada y comenzó a operar en 2008. Los restos de la fallida aerolínea de Mount Gambier, O'Connor Airlines, fueron adquiridos por el empresario de Mount Gambier Adrian de Bruin en febrero de 2008 y utilizados para configurar el núcleo de operación para de Bruin Air.

## Flota
En diciembre de 2009 la flota de Bruin Air está compuesta por las siguientes aeronaves:
- 3 BAe Jetstream 32

### de Bruin Aviation
En diciembre de 2009 la flota de la compañía asociada de Bruin Aviation se compone de las siguientes aeronaves:
- 2 Cessna 150
- 1 Cessna 210
- 1 Cessna 441 Conquest II